# Bijnaam
Een bijnaam is een niet-officiële naam van een persoon, een groep van personen of een zaak, die ook buiten de directbetrokkenen bekend is. Een bijnaam kan voor de drager zowel een positieve als een negatieve connotatie hebben. Als het negatief is, wordt de bijnaam een spotnaam genoemd. De bijnaam wordt dan al snel ervaren als een scheldwoord. De naam kan vervolgens toch een eigen leven gaan leiden en dan weer gezien worden als een min of meer eervolle geuzennaam. Als de bijnaam positief is, wordt het een koosnaam.

## Personen
Het gebruik van bijnamen voor personen is oud. Zo voegden de Romeinen standaard de bijnaam (cognomen) toe aan hun naam. Ook de Grieken waren bekend met bijnamen:
- Antisthenes: Haplokuõn, "pure en simpele hond"[2]

In sommige plaatsen waar vroeger meerdere mensen bekend waren onder dezelfde achternaam en/of voornaam was het gebruikelijk onderscheid te maken door gebruik van een bijnaam. Hierdoor waren mensen soms bekender onder hun bijnaam dan onder hun werkelijke naam. Bijnamen moesten onderscheid maken tussen de personen en mogelijke verwarring opheffen. Zo woonden er in het Nederlandse Volendam veel mensen met de achternaam "Zwarthoed", oorspronkelijk een bijnaam verwijzend naar de klederdracht. Om onderscheid te maken tussen de mensen met de naam "Zwarthoed" werden persoonsgebonden bijnamen gegeven, zoals Doede, Prop en Jent.
Daarnaast kan een bijnaam een belangrijk onderdeel zijn van de groepscultuur; zonder bijnaam hoort iemand er niet bij. Vaak zijn bijnamen dan ook alleen bekend binnen de leden van een lokale gemeenschap en voor mensen buiten de groep moeilijk te leren.
De bijnamen kunnen op verschillende wijzen ontstaan. Vaak verwezen bijnamen naar het werk of beroep van de man of vrouw, maar ook wel naar fysieke eigenaardigheden, kwalen, gebreken of afwijkingen, uitspraken, gedragingen en/of kleding. Ook voorvallen of gelijkenissen met bekende personen kunnen een aanleiding zijn. Bijnamen kunnen stigmatiserend zijn en de betreffende persoon kwetsen. Ook kan er onderscheid zijn op basis van geslacht. Hetzelfde ten opzichte van de norm afwijkende gedrag kan bij een man leiden tot een positief geladen bijnaam, bij een vrouw tot een negatief geladen bijnaam.
Ten slotte kan een bijnaam worden overgeërfd en generaties lang blijven bestaan. Daarbij gaf de bijnaam soms een onderlinge betrekking weer. De persoon met de bijnaam stond in een bepaalde relatie tot iemand anders, vaak een familierelatie. Op deze manier ontstonden familienamen zoals Neef, Neefjes, Oom of Oomen, Zoon, Vader, Kozijn (naar het Franse woord voor neef, Cousin), Jongkind, Peetoom, Bruigom. Ook ontstonden op deze manier namen als Dirkzwager (de zwager van Dirk), Keesom (de oom van Kees), Koorneef (neef van Kornelis).
Er bestaat met name binnen heemkundekringen veel belangstelling voor de bijnamen die in dorpen en steden gebruikt worden en werden. Regelmatig verschijnen er boeken waarin alle bekende bijnamen van een stad of dorp worden beschreven (bijvoorbeeld Eelde, Noordwijk, Utrecht, Rijnsburg en Sliedrecht). Soms heeft een dorp een monument gewijd aan bijnamen.

## Gebouwen

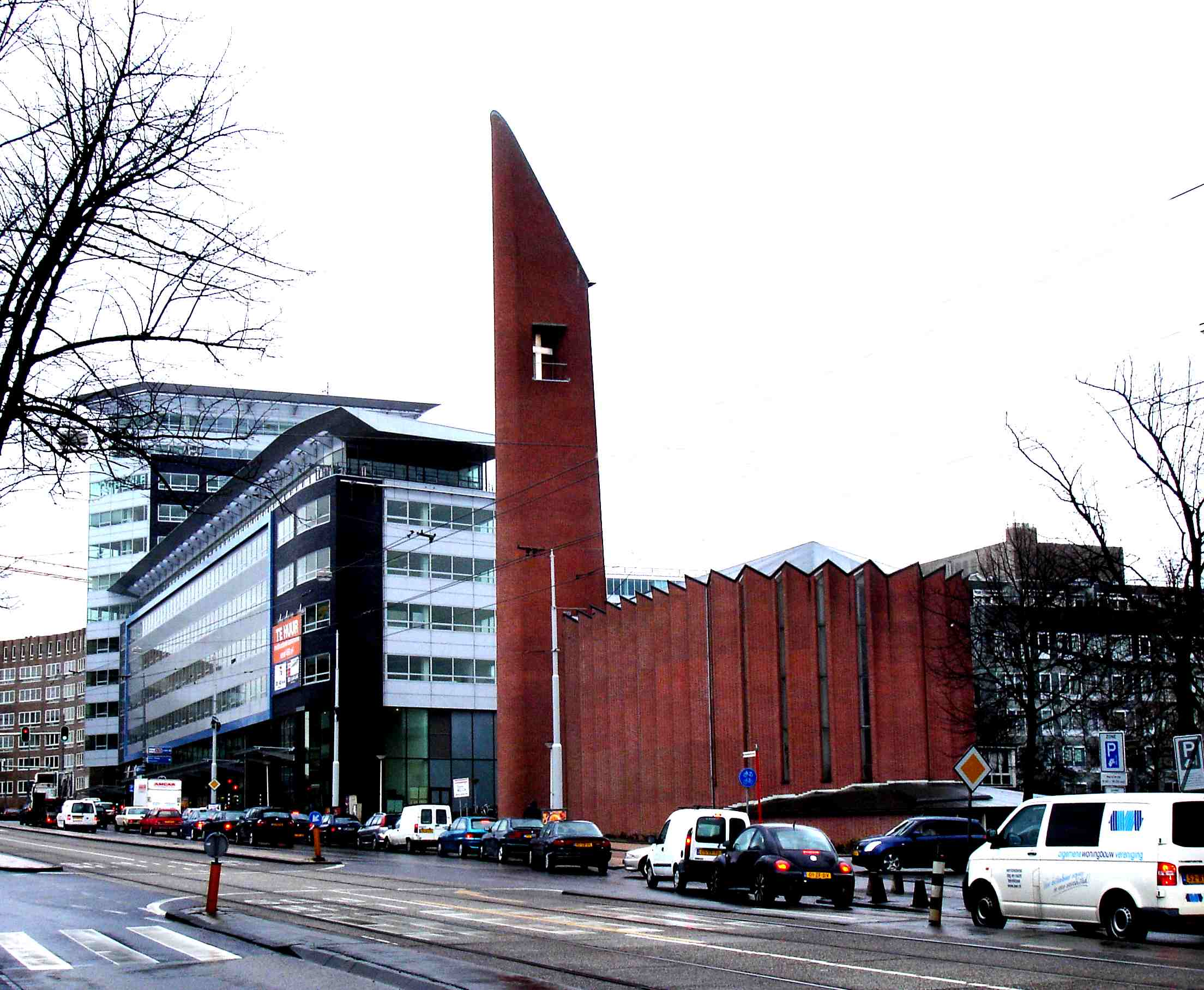
De “Kolenkit” in Amsterdam

Veel gebouwen (of onderdelen van gebouwen) hebben in de volksmond een bijnaam, vaak ontleend aan de vorm.
Sommige bijnamen zijn dermate ingeburgerd dat ze bijna de gewone standaardbenaming zijn geworden.
- De Inktpot, aan het Moreelsepark in Utrecht, thans hoofdkantoor van Prorail
- De Puntzak, het nieuwe station Rotterdam Centraal
- De Mijter, het nieuwe kerkgebouw van de Gereformeerde Gemeente te Gouda
- Het Ding, een kunstwerk
  - bij de Bijenkorf in Rotterdam
  - op het terrein van de Universiteit Twente
- Het Cult, Cultureel Centrum "De Zwaan" in Berkenwoude
- De Hunkerbunker, naam voor diverse vrijgezellenflats, onder andere in Katwijk, Leiden en Hilversum, ook veel gebruikt voor de zusterhuizen bij ziekenhuizen en verzorgtehuizen, waar verpleegsters een kamer hadden
- Jezus de Waaghals, Heilig Hartbeeld op de torenspits van de Augustijnen- of Paterskerk in Eindhoven
- De Kuip, het Stadion Feijenoord
- De Kolenkit, de Opstandingskerk in Amsterdam, naar de vorm van de toren
- De Locomotief, een kantoorgebouw in Hengelo, waarvan het gebogen dak aan een stoomlocomotief doet denken
- d'Olle Grieze, (de Oude Grijze), de Martinitoren te Groningen
- Het Maupoleum (1971-1994), een (thans gesloopt) gebouw (het Burgemeester Tellegenhuis) aan de Jodenbreestraat in Amsterdam.
- Het IJspaleis, het nieuwe (vierde) stadhuis van Den Haag
- Sclessin, het voetbalstadion in Luik, het Stade Maurice Dufrasne
- Fenixstadion, het voetbalstadion in Genk, de Cristal Arena
- De Glasbak, of de Snoepdoos, het gebouw van het Nederlands Instituut voor Beeld en Geluid te Hilversum
- De Apenrots, bijnaam van
  - het Hoofdkantoor Gasunie in Groningen
  - het ministerie van Buitenlandse Zaken in Den Haag
- De Peperbus, bijnaam van
  - een kleine wachttoren van het type erkertoren of arkel, restant van de voormalige stadsomwalling aan de Isabellakaai in de stad Gent
  - de kerktoren van de Sint-Gertrudiskerk in Bergen op Zoom
  - een laatgotische toren in Zwolle behorende bij de Basiliek van Onze-Lieve-Vrouw-Tenhemelopneming
  - een gebouw op het Media Park in Hilversum, thans ontvangstzaal van NPO
  - Een vrijstaand zuilvormig bouwwerk in de publieke ruimte waarop affiches kunnen worden aangebracht.
- De Fluitketel, station Blaak, Rotterdam
- De Rode Olifant, kantoorgebouw bij het Malieveld aan de Zuid-Hollandlaan in Benoordenhout in Den Haag

## Vorsten

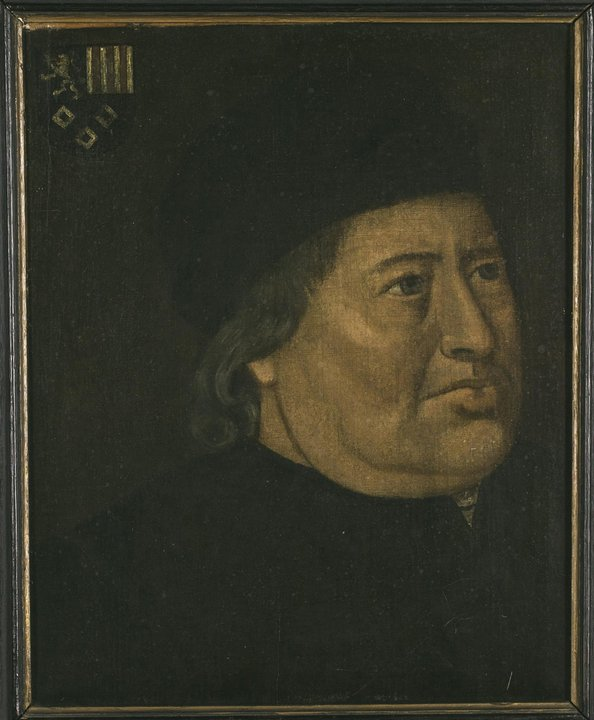
Jan metten Lippen

Ook veel vorsten, zoals koningen, keizers, zeehelden, kregen een bijnaam. Soms zijn ze onder de bijnaam beter bekend dan onder het volgnummer. Bijvoorbeeld:
| Nederlandse bijnaam                                  | Bijnaam in andere taal | Eigenlijke naam                                       | Verklaring                                               |
| ---------------------------------------------------- | ---------------------- | ----------------------------------------------------- | -------------------------------------------------------- |
| Koning-ridder koning-soldaat                         |                        | Albert I van België                                   |                                                          |
| Alexander de Grote                                   |                        | Alexander III van Macedonië                           | Hij had een groot rijk                                   |
| Catharina de Grote                                   |                        | Catharina II van Rusland                              |                                                          |
| Constantijn de Grote                                 |                        | Flavius Valerius Aurelius Constantinus Romeins keizer |                                                          |
| Maria de Bloedige                                    | Bloody Mary            | Maria I van Engeland                                  |                                                          |
| The Virgin Queen                                     |                        | Elizabeth I van Engeland                              | Ze was niet getrouwd                                     |
| Filips de Goede                                      |                        | Filips III van Bourgondië                             |                                                          |
| Filips de Schone                                     | le Bel                 | Filips IV van Frankrijk                               |                                                          |
| Filips de Schone                                     | le Beau                | Filips I van Castilië                                 |                                                          |
| Filips de Stoute                                     | le Hardi               | Filips II hertog van Bourgondië                       |                                                          |
| der keerlen god                                      |                        | graaf Floris V van Holland                            |                                                          |
| Winterkoning                                         |                        | Frederik V van de Palts                               | Regeerde maar een paar maanden, in de winter             |
| Caligula                                             |                        | Gaius Caesar Augustus Germanicus                      |                                                          |
| Godfried met de Bult                                 | le Bossu               | Godfried III van Lotharingen                          |                                                          |
| Herodes de Grote                                     |                        | Herodes I                                             |                                                          |
| Ivan de Verschrikkelijke                             |                        | Ivan IV van Rusland                                   |                                                          |
| Jan de Blinde                                        | l'Aveugle              | Jan van Luxemburg ook Jan van Bohemen                 |                                                          |
| Jan metten Lippen                                    |                        | Jan II van Glymes                                     |                                                          |
| Nine days queen                                      |                        | Jane Grey                                             | Ze trad na negen dagen af                                |
| Jan zonder Land                                      | lackland sans terre    |                                                       | Als jongste zoon kreeg hij geen erfdeel op het continent |
| Johanna de Waanzinnige                               | la Loca                | Johanna van Castilië                                  |                                                          |
| Keizer-koster                                        |                        | keizer Jozef II                                       |                                                          |
| Karel de Grote                                       | Charlemagne            | Karel I                                               | Was groot voor die tijd                                  |
| Karel de Kale                                        |                        | Karel II                                              |                                                          |
| Karel de Stoute                                      | le Hardi le Téméraire  |                                                       |                                                          |
| Knoet de Grote                                       |                        | Knoet II                                              |                                                          |
| Lodewijk de Heilige                                  | Saint-Louis            | Lodewijk IX van Frankrijk                             | Werd na zijn dood heilig verklaard                       |
| Lodewijk het Kind                                    |                        |                                                       | Werd 18 jaar oud                                         |
| Lodewijk de Luie                                     | le Fainéant            | Lodewijk V van West-Francië                           |                                                          |
| Lodewijk de Moor                                     | il Moro                | Ludovico Sforza                                       |                                                          |
| Konijn van Holland de Lamme Koning Lodewijk de Goede |                        | Lodewijk Napoleon van Holland                         | Hij sprak "koning" uit als "konijn"                      |
| Lodewijk de Stamelaar                                | le Bègue               | Lodewijk II van West-Francië                          |                                                          |
| Lodewijk de Vrome                                    | le Pieux               |                                                       |                                                          |
| Zonnekoning                                          | Roi-soleil             | Lodewijk XIV van Frankrijk                            |                                                          |
| Sprookjeskoning                                      |                        | Lodewijk II van Beieren                               | Leefde in een sprookjeswereld                            |
| Pacal de Grote                                       |                        | K'inich Janaab' Pakal                                 |                                                          |
| Peter de Grote                                       |                        | Peter I van Rusland                                   |                                                          |
| Richard Leeuwenhart                                  | Cœur de lion           | Richard I van Engeland                                |                                                          |
| Willem de Rijke                                      |                        | Willem I van Nassau-Dillenburg                        |                                                          |
| Willem de Zwijger                                    |                        | Willem van Oranje                                     |                                                          |
| Koning-stadhouder                                    |                        | Willem III van Oranje                                 | Koning van Engeland en stadhouder van de Nederlanden     |
| Koopman-koning                                       |                        | Willem I der Nederlanden                              |                                                          |

## Sporters
In de huidige tijd krijgen voetballers soms een bijnaam, zoals Dennis the Menace (Dennis Bergkamp), Zoef de Haas (Bent Schmidt Hansen).

## Plaatsen
- Lichtstad voor Parijs en Eindhoven
- Mokum voor Amsterdam
- Rotjeknor voor Rotterdam
- De Zilverstad voor Schoonhoven
- De Koekestad voor Antwerpen
- Stad voor Groningen
- Parkstad voor Veendam

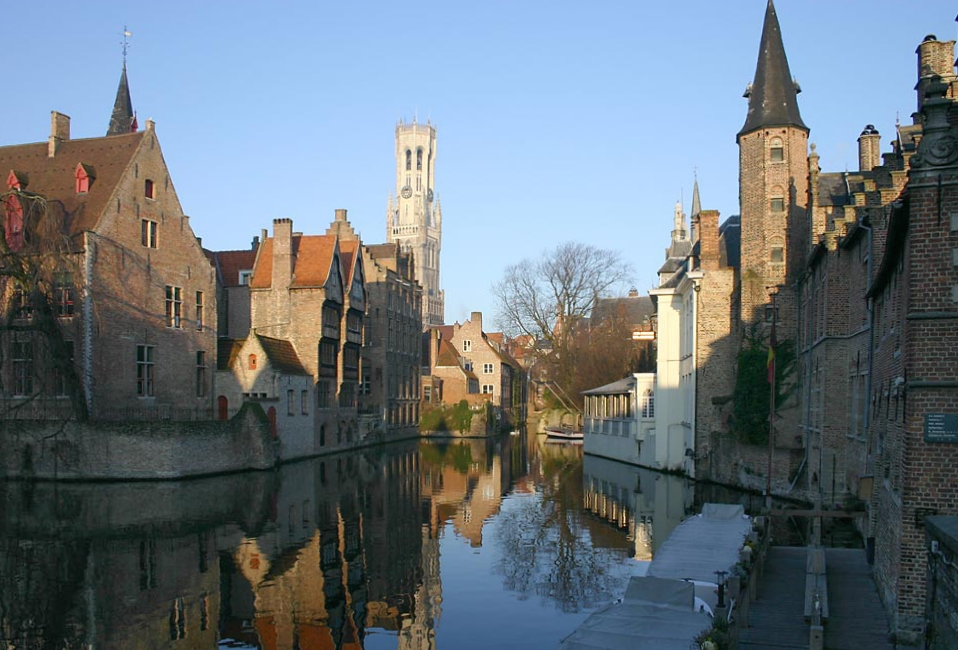
Brugge is het “Venetië van het noorden”

- Domstad voor Utrecht, Aken en Keulen
- Venetië van het noorden voor Brugge, Giethoorn en Amsterdam
- De Sleutelstad voor Leiden

### Wijken en buurten
- Betondorp voor Tuindorp Watergraafsmeer in Amsterdam
- Goudkust voor een gegoede buurt
- Het Rooie Dorp voor een tuindorp, vaak met rode dakpannen, vaak tevens een arbeidersbuurt

### Straten
- Chop-chop Square voor het Deeraplein in Riyad, Saoedi-Arabië, vanwege de publieke executies die er plaatsvinden;
- Las Vegas Strip of de Strip voor (een deel van) Las Vegas Boulevard;
- Needlestraße voor Niddastraße in Frankfurt am Main, vanwege de gedoogzone voor drugsgebruik in deze straat.

## Inwoners van bepaalde plaatsen
Typische bijnamen voor inwoners van Nederlandse en Belgische plaatsen en gemeenten worden locofaulismen genoemd en zijn vaak gebaseerd op een gebeurtenis uit het verleden, waarvan men het belachelijke wil benadrukken. Ook het wapen van een stad, de plaatselijke handel of industrie, grondgesteldheid, vooronderstelde eigenschappen of plaatselijke lekkernijen kunnen hebben geleid tot een bijnaam.
Bijvoorbeeld:
- Antwerpen, Sinjoor
- Groningen, Stadjer
- Gent, Stroppendragers

Provincies
- Brabo voor een inwoner van of geborene in Noord-Brabant
- Limbo of limlander voor een inwoner van of geborene in Limburg

## Arresten
Onder juristen is het gebruik om opmerkelijke arresten een bijnaam te geven, zoals het open deurtjes-arrest, het Bosman-arrest of het spaghetti-arrest.